# Hyalonema toxeres
Hyalonema toxeres är en svampdjursart som beskrevs av Thomson 1877. Hyalonema toxeres ingår i släktet Hyalonema och familjen Hyalonematidae. Inga underarter finns listade i Catalogue of Life.